# Grigorescu (Cluj-Napoca)
Pour les articles homonymes, voir Grigorescu.
Grigorescu est un quartier de Cluj-Napoca.

## Situation et accès
Il est situé au nord-ouest du centre-ville.

## Origine du nom
Il porte le nom du général Eremia Grigorescu, héros roumain de la Grande Guerre.

## Historique
Jusqu'au début des années 1960, le quartier s'appelait Donáth (en hongrois) ou Donat (en roumain). Le nom Donáth viendrait du nom d'un berger du XVIe siècle ou du XVIIe siècle qui aurait sauvé la ville en alertant les citoyens sur l'approche d'une armée turque venant du nord-ouest. Au début des années '60, les communistes ont remplacé le nom du quartier par Grigorescu. 
Le quartier, délimité au sud par la rivière de Someșul Mic et au nord par la Forêt Hoia, a une structure peu unitaire. Un tiers du quartier, soit la partie est, comprend des maisons résidentielles qui furent construites à la fin du XIXe siècle et au début du XXe siècle. Par contre, la partie ouest du quartier comprend des immeubles de quatre à dix étages, construits dans les années '60. Par ailleurs, ce fut le premier grand projet immobilière déroulé à Cluj sous le régime communiste. Il est à remarquer que la densité des immeubles de ce quartier est beaucoup plus faible qu'elle ne l'est dans les quartiers de Mănăștur ou de Mărăști, ce qui fait que ce quartier soit l'un des plus verdoyants de la ville.
Depuis 2004 le quartier est en cours d'être modernisé tant sur le plan administratif (établissement d'une mairie de quartier) que sur le plan des infrastructures (transport, parkings, espaces verts) et des habitations (rénovation des immeubles).

## Bâtiments remarquables et lieux de mémoire
- la section en plein air du Musée ethnographique de Transylvanie se trouve au nord du quartier Grigorescu
- les maisons fin de siècle situées dans la partie est du quartier.
- les studios de la TVR Cluj